# Pomatorhinus
Pomatorhinus är ett fågelsläktet i familjen timalior inom ordningen tättingar. Släktet omfattar elva arter som förekommer från Himalaya till nordvästra Indien till Taiwan och Borneo:
- Svartkronad sabeltimalia (P. ferruginosus)
- Brunkronad sabeltimalia (P. phayrei)
- Orangenäbbad sabeltimalia (P. ochraceiceps)
- Bågnäbbad sabeltimalia (P. superciliaris) – placerades tidigare som ensam art i släktet Xiphirhynchus
- Rostnackad sabeltimalia (P. ruficollis)
- Taiwansabeltimalia (P. musicus)
- Gråkronad sabeltimalia (P. schisticeps)
- Indisk sabeltimalia (P. horsfieldii)
- Ceylonsabeltimalia (P. melanurus)
- Sundasabeltimalia (P. bornensis)
- Javasabeltimalia (P. montanus)

Sabeltimaliorna i Erythrogenys placerades tidigare i Pomatorhinus. Dessa är dock närmare släkt med Stachyris.